# Думит, Клаудия
Клаудия Думит — (англ. Claudia Doumit; род. 21 апреля 1992, Сидней) — австралийская актриса. Наиболее известна по роли Джии Марри в телесериале «Вне времени», роли Фары Карим в серии компьютерных игр Call of Duty, а также роли Виктории «Вики» Ньюман в телесериале «Пацаны» и его спин-оффе «Поколение «Ви»».

## Ранняя жизнь
Думит родилась 21 апреля 1992 года в Сиднее, Австралия. Мать актрисы Мэри Завалья, отец Морри Думит. Имеет итальянские корни от матери и ливанские от отца. У актрисы также имеется старший брат Джеймс. Думит посещала колледж Святого Винсента в Поттс-Пойнте для обучения в средней школе. Она также имеет образование, полученное в актёрском колледже театра и телевидения и актёрском центре Австралии. Хотя она и не смогла поступить в национальный институт драматического искусства, она всё же посетила пару занятий. Она также прошла двухлетнюю интенсивную программу в студии актёрского мастерства Стеллы Адлер в Лос-Анджелесе.

## Карьера
Кинодебют Думит состоялся в 2011 году в качестве массовки в пилотном эпизоде телесериала «Колесо для хомяка». В 2014 году актриса появилась в более заметной, хотя так-же эпизодической роли в телесериале «Фальсификация». В 2014 году присоединилась к актёрскому составу телесериала «Скандал» где исполнила небольшую, однако повторяющуюся роль. В том же году присоединилась к съемкам телесериала «Неприятные привычки». В 2015 году появилась в эпизодических ролях телесериала «Новенькая» и «Майк и Молли», а также дебютировала в качестве актрисы озвучивания в компьютерной игре «Disney Infinity 3.0». В 2016 году снялась в комедийной драме «Потеря в любви» и телесериале «Как стать вампиром», а также повторила свою роль из телесериала «Неприятные привычки» в одноимённом телефильме. В этом же году исполнила одну из своих самых заметных ролей в телесериале «Вне времени». В 2017 году появилась в эпизодической роли в телесериале «Супергёрл» и »В моменте», а также исполнила второстепенную роль в романтической драме «Всё, что угодно». В 2018 году появилась в комедийном фильме «Чувак». В 2019 году исполнила второстепенные роли в фильмах «В облаках» и «Куда ты пропала, Бернадетт?». В этом же году исполнила роль персонажа в компьютерной игре «Call of Duty: Modern Warfare» подарив ему свою внешность и озвучив. В 2020 году присоединилась к актёрскому составу телесериала «Пацаны», получив при этом второстепенную роль, однако уже в третьем сезоне её включили в основной актёрский состав, также повторила свою роль в четвёртом сезоне телесериала. В 2020 году повторила свою роль Фары Карим в компьютерной игре «Call of Duty: Warzone». В 2021 году также появилась в «Call of Duty: Mobile» в 8-м сезоне в качестве игрового персонажа, а также появилась в роли Виктории Ньюман в веб-сериале ««Семёрка» на «Семёрке»». В 2022 году вновь исполнила роль Фары Карим в компьютерной игре «Call of Duty: Modern Warfare II», а также исполнила главную роль в фильме «Дилан и Зои». В 2023 году появилась в спин-оффе телесериале «Пацаны», «Поколение «Ви»» где вновь исполнила роль Виктории Ньюман, а также повторила свою роль Фары Карим в компьютерной игре «Call of Duty: Modern Warfare III». В 2024 году актриса присоединилась в актёрскому составу анимационного телесериала-антологии «Секретный уровень» озвучив персонажа в эпизоде «Crossfire: Good Conflict». В октябре 2024 года присоединилась к съемкам фильма ужасов «Соулм8йт» являющиеся спин-оффом в серии фильмов «М3ГАН».

## Личная жизнь
В феврале 2024 года актёр Джек Куэйд подтвердил свои отношения с актрисой.

## Фильмография
| Год       |    | Русское название            | Оригинальное название            | Роль                                |
| --------- | -- | --------------------------- | -------------------------------- | ----------------------------------- |
| 2011      | с  | Колесо для хомяка           | The Hamster Wheel                | девушка в массовке                  |
| 2014      | с  | Фальсификация               | Faking It                        | Айви                                |
| 2014—2016 | с  | Скандал                     | Scandal                          | санитар                             |
| 2014—2021 | с  | Неприятные привычки         | Nasty Habits                     | Дженни                              |
| 2015      | с  | Новенькая                   | New Girl                         | красотка из бара                    |
| 2015      | с  | Майк и Молли                | Mike & Molly                     | свобода                             |
| 2015      | ки |                             | Disney Infinity 3.0              | различные роли                      |
| 2016      | ф  | Потеря в любви              | Losing in Love                   | Джоуи                               |
| 2016      | с  | Как стать вампиром          | How to Be a Vampire              | девушка на вечеринке                |
| 2016      | тф | Неприятные привычки         | Nasty Habits                     | Дженни                              |
| 2016—2018 | с  | Вне времени                 | Timeless                         | Джиа Марри                          |
| 2017      | с  | Супергёрл                   | Supergirl                        | Бет Брин                            |
| 2017      | ф  | Всё, что угодно             | Anything                         | Эйприл                              |
| 2017      | с  | В моменте                   | In the Moment                    | Нелли                               |
| 2018      | ф  | Чувак                       | Dude                             | Джессика                            |
| 2019      | ф  | В облаках                   | UP There                         | Тина                                |
| 2019      | ф  | Куда ты пропала, Бернадетт? | Where'd You Go, Bernadette       | Ирис                                |
| 2019      | ки |                             | Call of Duty: Modern Warfare     | Фара Карим                          |
| 2020—2024 | с  | Пацаны                      | The Boys                         | Виктория «Вики» Ньюман / Надя Хайят |
| 2020      | ки |                             | Call of Duty: Warzone            | Фара Карим                          |
| 2021      | ки |                             | Call of Duty: Mobile             | Фара Карим                          |
| 2021      | вс | «Семёрка» на «Семёрке»      | Seven on 7                       | Виктория Ньюман                     |
| 2022      | ки |                             | Call of Duty: Modern Warfare II  | Фара Карим                          |
| 2022      | ф  | Дилан и Зои                 | Dylan & Zoey                     | Зои                                 |
| 2023      | с  | Поколение «Ви»              | Gen V                            | Виктория Ньюман                     |
| 2023      | ки |                             | Call of Duty: Modern Warfare III | Фара Карим                          |
| 2024      | мс | Секретный уровень           | Secret Level                     | Лейла                               |
| 2025      | ф  | Лиса                        | The Fox                          | Диана                               |
| 2026      | с  | Задача трёх тел             | 3 Body Problem                   | Капитан Ван Рийн                    |
| 2026      | ф  | Соулм8йт                    | SOULM8TE                         |                                     |